# Otakar Jeremiáš

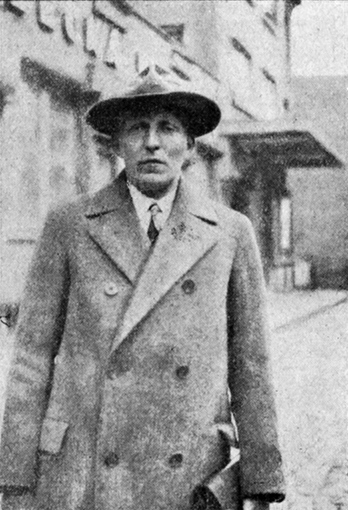
Otakar Jeremiáš, ca. 1928

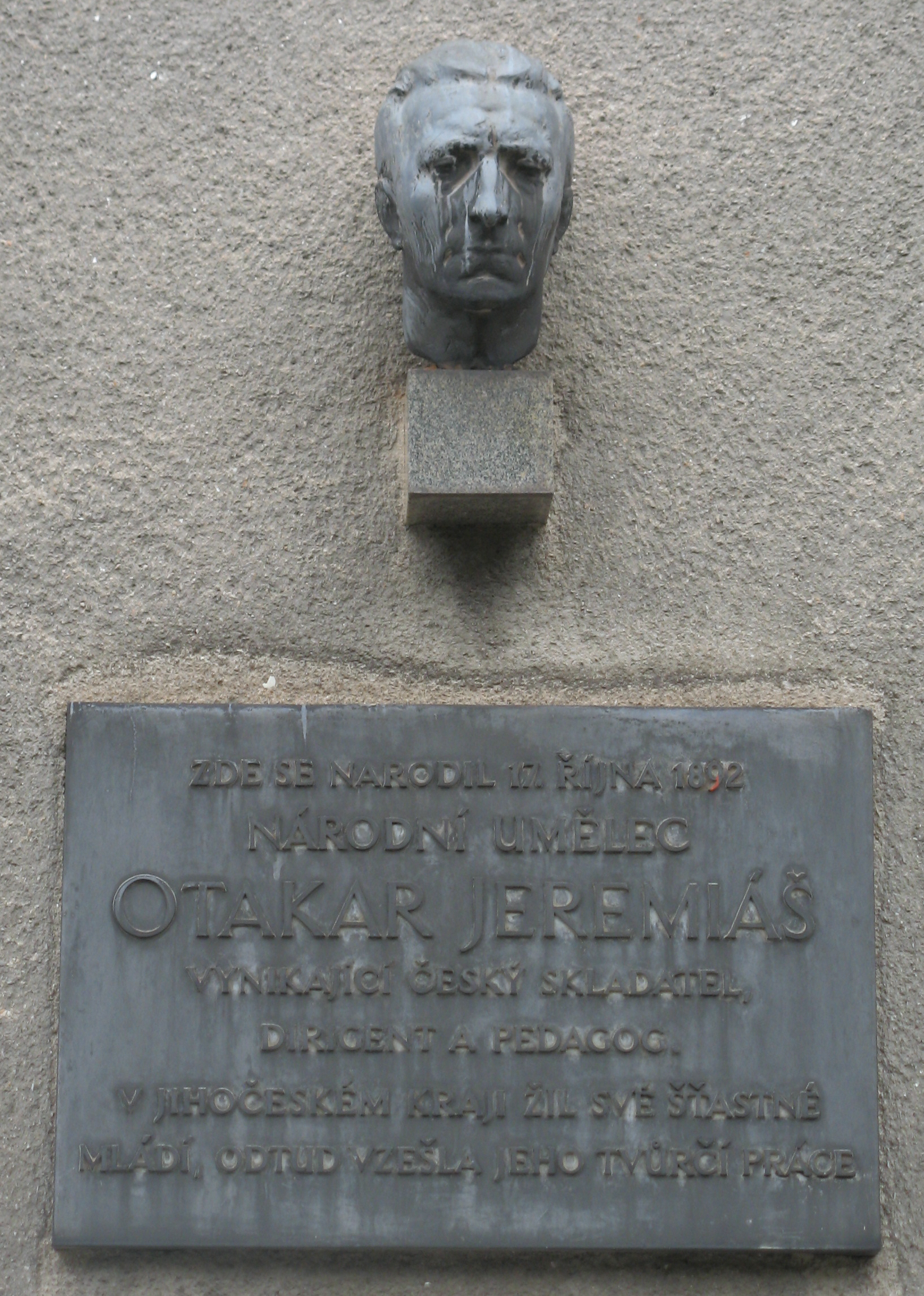
Gedenktafel für Otakar Jeremiáš in Písek

Otakar Jeremiáš (* 17. Oktober 1892 in Písek; † 5. März 1962 in Prag) war ein tschechischer Komponist, Dirigent und Intendant der Oper des Prager Nationaltheaters.

## Leben und Wirken
Otakar Jeremiáš war der Sohn von Bohuslav Jeremiáš und der Bruder von Jaroslav Jeremiáš. Er besuchte das Gymnasium und studierte dann am Prager Konservatorium Orgel bei Josef Klička, Musiktheorie und Komposition bei Karel Stecker sowie Cello bei Jan Burian. Nachdem er wegen unerlaubter Auftritte mit einem Klaviertrio von der Schule verwiesen worden war, studierte er von 1909 bis 1910 Komposition bei Vítězslav Novák. Von 1911 bis 1913 wirkte er als Cellist in der Tschechischen Philharmonie und anschließend als Pianist in einem Trio.
Ab 1913 unterrichtete er Musiktheorie, Klavier und Cello an der von seinem Vater geleiteten Musikschule in Budweis und war nach dessen Tod von 1918 bis 1928 Direktor der Schule. In Budweis wirkte er außerdem als Chorleiter. Im Jahr 1929 wurde er Dirigent des Sinfonieorchesters des Prager Rundfunks, das er bis 1945 leitete und wo er auch in der Programmleitung mitwirkte. 1946 wurde er als Nachfolger von Václav Talich Intendant der Oper des Prager Nationaltheaters. Nach einem Schlaganfall trat er 1949 von dieser Position zurück, war aber noch bis 1955 beratend tätig.
Jeremiáš war ab 1928 Mitglied der Tschechischen Akademie der Wissenschaften und Künste, Vorsitzender der Vereinigung für zeitgenössische Musik und erster Vorsitzender des Verbandes tschechoslowakischer Komponisten. Auch war er 1935 Mitbegründer der Otakar-Ostrčil-Gesellschaft und 1940 der Zdeněk-Fibich-Gesellschaft, deren Vorsitzender er viele Jahre war.

### Privates
1935 heiratete Jeremiáš die tschechische Sopranistin und Solistin des Prager Nationaltheaters Marie Budíková.

## Kompositorisches Werk
Jeremiáš komponierte zwei Opern: Die Brüder Karamasow, (1922–1927), die 1928 am Prager Nationaltheater uraufgeführt wurde; sowie Eulenspiegel (1937–1947). Zu seinen Werken zählen außerdem zwei Sinfonien, eine Suite, eine Ouvertüre und eine Fantasie für Orchester, Kammermusik, Schauspiel- und Filmmusiken, Chorwerke und Lieder.

## Ehrungen (Auswahl)
- 1950: Ernennung zum Nationalkünstler (Národní umělec)[1]

- 1960: Orden der Republik[1]